# Hongaars handbalteam (mannen)
Het Hongaars handbalteam is het nationale team van Hongarije voor mannen. Het team vertegenwoordigt de Magyar Kézilabda-szövetség.

## Resultaat

### Olympische Spelen
| Jaar   | Resultaat               | Wed                     | W                       | G                       | V                       | DV                      | DT                      | DS                      |
| ------ | ----------------------- | ----------------------- | ----------------------- | ----------------------- | ----------------------- | ----------------------- | ----------------------- | ----------------------- |
| 1936   | 4                       | 5                       | 1                       | 0                       | 4                       | 25                      | 64                      | −39                     |
| 1972   | 8                       | 6                       | 2                       | 0                       | 4                       | 110                     | 101                     | +9                      |
| 1976   | 6                       | 5                       | 2                       | 0                       | 3                       | 111                     | 103                     | +8                      |
| 1980   | 4                       | 6                       | 3                       | 2                       | 1                       | 114                     | 108                     | +6                      |
| 1984   | Niet gekwalificeerd     | Niet gekwalificeerd     | Niet gekwalificeerd     | Niet gekwalificeerd     | Niet gekwalificeerd     | Niet gekwalificeerd     | Niet gekwalificeerd     | Niet gekwalificeerd     |
| 1988   | 4                       | 6                       | 3                       | 0                       | 3                       | 125                     | 120                     | +5                      |
| 1992   | 7                       | 6                       | 3                       | 0                       | 3                       | 125                     | 127                     | −2                      |
| 1996   | Niet gekwalificeerd     | Niet gekwalificeerd     | Niet gekwalificeerd     | Niet gekwalificeerd     | Niet gekwalificeerd     | Niet gekwalificeerd     | Niet gekwalificeerd     | Niet gekwalificeerd     |
| 2000   | Niet gekwalificeerd     | Niet gekwalificeerd     | Niet gekwalificeerd     | Niet gekwalificeerd     | Niet gekwalificeerd     | Niet gekwalificeerd     | Niet gekwalificeerd     | Niet gekwalificeerd     |
| 2004   | 4                       | 8                       | 5                       | 0                       | 3                       | 219                     | 210                     | +9                      |
| 2008   | Niet gekwalificeerd     | Niet gekwalificeerd     | Niet gekwalificeerd     | Niet gekwalificeerd     | Niet gekwalificeerd     | Niet gekwalificeerd     | Niet gekwalificeerd     | Niet gekwalificeerd     |
| 2012   | 4                       | 8                       | 3                       | 0                       | 5                       | 200                     | 221                     | −21                     |
| 2016   | Niet gekwalificeerd     | Niet gekwalificeerd     | Niet gekwalificeerd     | Niet gekwalificeerd     | Niet gekwalificeerd     | Niet gekwalificeerd     | Niet gekwalificeerd     | Niet gekwalificeerd     |
| 2020   | Niet gekwalificeerd     | Niet gekwalificeerd     | Niet gekwalificeerd     | Niet gekwalificeerd     | Niet gekwalificeerd     | Niet gekwalificeerd     | Niet gekwalificeerd     | Niet gekwalificeerd     |
| 2024   | Toekomstige evenementen | Toekomstige evenementen | Toekomstige evenementen | Toekomstige evenementen | Toekomstige evenementen | Toekomstige evenementen | Toekomstige evenementen | Toekomstige evenementen |
| 2028   | Toekomstige evenementen | Toekomstige evenementen | Toekomstige evenementen | Toekomstige evenementen | Toekomstige evenementen | Toekomstige evenementen | Toekomstige evenementen | Toekomstige evenementen |
| Totaal | 8/16                    | 50                      | 22                      | 2                       | 26                      | 1,029                   | 1,054                   | −25                     |

### Wereldkampioenschappen
| Wereldkampioenschap | Wereldkampioenschap     | Wereldkampioenschap     | Wereldkampioenschap     | Wereldkampioenschap     | Wereldkampioenschap     | Wereldkampioenschap     | Wereldkampioenschap     | Wereldkampioenschap     |
| Jaar                | Resultaat               | Wed                     | W                       | G                       | V                       | DV                      | DT                      | DS                      |
| ------------------- | ----------------------- | ----------------------- | ----------------------- | ----------------------- | ----------------------- | ----------------------- | ----------------------- | ----------------------- |
| 1938                | Geen deelnemen          | Geen deelnemen          | Geen deelnemen          | Geen deelnemen          | Geen deelnemen          | Geen deelnemen          | Geen deelnemen          | Geen deelnemen          |
| 1954                | Geen deelnemen          | Geen deelnemen          | Geen deelnemen          | Geen deelnemen          | Geen deelnemen          | Geen deelnemen          | Geen deelnemen          | Geen deelnemen          |
| 1958                | 7                       | 6                       | 2                       | 1                       | 3                       | 106                     | 109                     | −3                      |
| 1961                | Niet gekwalificeerd     | Niet gekwalificeerd     | Niet gekwalificeerd     | Niet gekwalificeerd     | Niet gekwalificeerd     | Niet gekwalificeerd     | Niet gekwalificeerd     | Niet gekwalificeerd     |
| 1964                | 8                       | 6                       | 3                       | 0                       | 3                       | 93                      | 90                      | +3                      |
| 1967                | 8                       | 6                       | 2                       | 0                       | 4                       | 126                     | 130                     | −4                      |
| 1970                | 8                       | 6                       | 3                       | 0                       | 3                       | 95                      | 84                      | +9                      |
| 1974                | 7                       | 6                       | 3                       | 0                       | 3                       | 114                     | 95                      | +19                     |
| 1978                | 9                       | 6                       | 4                       | 1                       | 1                       | 137                     | 117                     | +20                     |
| 1982                | 9                       | 7                       | 2                       | 4                       | 1                       | 152                     | 141                     | +9                      |
| 1986                | 2                       | 7                       | 6                       | 0                       | 1                       | 167                     | 151                     | +16                     |
| 1990                | 6                       | 7                       | 4                       | 1                       | 2                       | 151                     | 147                     | +4                      |
| 1993                | 11                      | 7                       | 2                       | 0                       | 5                       | 166                     | 161                     | +5                      |
| 1995                | 17                      | 5                       | 1                       | 0                       | 4                       | 119                     | 121                     | −2                      |
| 1997                | 4                       | 9                       | 6                       | 0                       | 3                       | 220                     | 207                     | +17                     |
| 1999                | 11                      | 6                       | 3                       | 0                       | 3                       | 157                     | 136                     | +21                     |
| 2001                | Niet gekwalificeerd     | Niet gekwalificeerd     | Niet gekwalificeerd     | Niet gekwalificeerd     | Niet gekwalificeerd     | Niet gekwalificeerd     | Niet gekwalificeerd     | Niet gekwalificeerd     |
| 2003                | 6                       | 9                       | 4                       | 0                       | 5                       | 273                     | 259                     | +14                     |
| 2005                | Niet gekwalificeerd     | Niet gekwalificeerd     | Niet gekwalificeerd     | Niet gekwalificeerd     | Niet gekwalificeerd     | Niet gekwalificeerd     | Niet gekwalificeerd     | Niet gekwalificeerd     |
| 2007                | 9                       | 8                       | 5                       | 0                       | 3                       | 225                     | 224                     | +1                      |
| 2009                | 6                       | 9                       | 5                       | 1                       | 3                       | 254                     | 227                     | +27                     |
| 2011                | 7                       | 9                       | 6                       | 0                       | 3                       | 254                     | 243                     | +11                     |
| 2013                | 8                       | 7                       | 4                       | 0                       | 3                       | 200                     | 167                     | +33                     |
| 2015                | Niet gekwalificeerd     | Niet gekwalificeerd     | Niet gekwalificeerd     | Niet gekwalificeerd     | Niet gekwalificeerd     | Niet gekwalificeerd     | Niet gekwalificeerd     | Niet gekwalificeerd     |
| 2017                | 7                       | 7                       | 3                       | 0                       | 4                       | 202                     | 194                     | +8                      |
| 2019                | 10                      | 8                       | 3                       | 2                       | 3                       | 225                     | 219                     | +6                      |
| 2021                | 5                       | 7                       | 5                       | 0                       | 2                       | 226                     | 193                     | +33                     |
| 2023                | Toekomstige evenementen | Toekomstige evenementen | Toekomstige evenementen | Toekomstige evenementen | Toekomstige evenementen | Toekomstige evenementen | Toekomstige evenementen | Toekomstige evenementen |
| 2025                | Toekomstige evenementen | Toekomstige evenementen | Toekomstige evenementen | Toekomstige evenementen | Toekomstige evenementen | Toekomstige evenementen | Toekomstige evenementen | Toekomstige evenementen |
| 2027                | Toekomstige evenementen | Toekomstige evenementen | Toekomstige evenementen | Toekomstige evenementen | Toekomstige evenementen | Toekomstige evenementen | Toekomstige evenementen | Toekomstige evenementen |
| Totaal              | 21/27                   | 150                     | 76                      | 10                      | 62                      | 3,662                   | 3,415                   | +247                    |

### Europees kampioenschap
| Europees kampioenschap | Europees kampioenschap  | Europees kampioenschap  | Europees kampioenschap  | Europees kampioenschap  | Europees kampioenschap  | Europees kampioenschap  | Europees kampioenschap  | Europees kampioenschap  | Europees kampioenschap |
| Jaar                   | Resultaat               | Wed                     | W                       | G                       | V                       | DV                      | DT                      | DS                      | Kwal                   |
| ---------------------- | ----------------------- | ----------------------- | ----------------------- | ----------------------- | ----------------------- | ----------------------- | ----------------------- | ----------------------- | ---------------------- |
| 1994                   | 7                       | 6                       | 3                       | 0                       | 3                       | 128                     | 131                     | −3                      | (kwal.)                |
| 1996                   | 10                      | 6                       | 1                       | 1                       | 4                       | 144                     | 158                     | −14                     | (Kwal.)                |
| 1998                   | 6                       | 6                       | 3                       | 0                       | 3                       | 145                     | 154                     | −9                      | (Kwal.)                |
| 2000                   | Niet gekwalificeerd     | Niet gekwalificeerd     | Niet gekwalificeerd     | Niet gekwalificeerd     | Niet gekwalificeerd     | Niet gekwalificeerd     | Niet gekwalificeerd     | Niet gekwalificeerd     | (kwal.)                |
| 2002                   | Niet gekwalificeerd     | Niet gekwalificeerd     | Niet gekwalificeerd     | Niet gekwalificeerd     | Niet gekwalificeerd     | Niet gekwalificeerd     | Niet gekwalificeerd     | Niet gekwalificeerd     | (Kwal.)                |
| 2004                   | 9                       | 6                       | 2                       | 2                       | 2                       | 164                     | 169                     | −5                      | (Kwal.)                |
| 2006                   | 13                      | 3                       | 1                       | 0                       | 2                       | 84                      | 89                      | −5                      | (Kwal.)                |
| 2008                   | 8                       | 6                       | 3                       | 1                       | 2                       | 176                     | 173                     | +3                      | (Kwal.)                |
| 2010                   | 14                      | 3                       | 0                       | 1                       | 2                       | 80                      | 96                      | −16                     | (Kwal.)                |
| 2012                   | 8                       | 6                       | 1                       | 3                       | 2                       | 156                     | 161                     | −5                      | (Kwal.)                |
| 2014                   | 8                       | 6                       | 1                       | 2                       | 3                       | 159                     | 165                     | −6                      | (Kwal.)                |
| 2016                   | 12                      | 6                       | 1                       | 0                       | 5                       | 142                     | 166                     | −24                     | (Kwal.)                |
| 2018                   | 14                      | 3                       | 0                       | 0                       | 3                       | 77                      | 92                      | −15                     | (Kwal.)                |
| 2020                   | 9                       | 7                       | 3                       | 1                       | 3                       | 176                     | 189                     | −13                     | (Kwal.)                |
| 2022                   | 15                      | 3                       | 1                       | 0                       | 2                       | 89                      | 92                      | −3                      | (Kwal.)                |
| 2024                   | Toekomstige evenementen | Toekomstige evenementen | Toekomstige evenementen | Toekomstige evenementen | Toekomstige evenementen | Toekomstige evenementen | Toekomstige evenementen | Toekomstige evenementen | (Kwal.)                |
| 2026                   | Toekomstige evenementen | Toekomstige evenementen | Toekomstige evenementen | Toekomstige evenementen | Toekomstige evenementen | Toekomstige evenementen | Toekomstige evenementen | Toekomstige evenementen | (Kwal.)                |
| 2028                   | Toekomstige evenementen | Toekomstige evenementen | Toekomstige evenementen | Toekomstige evenementen | Toekomstige evenementen | Toekomstige evenementen | Toekomstige evenementen | Toekomstige evenementen | (Kwal.)                |
| Totaal                 | 13/16                   | 67                      | 20                      | 11                      | 36                      | 1,720                   | 1,835                   | −115                    |                        |